# Norbert Gronau
Norbert Gronau (* 1964 in Oberhausen) ist ein deutscher Wirtschaftsinformatiker.
Gronau studierte Maschinenbau und Betriebswirtschaftslehre an der Technischen Universität Berlin. Dort wurde er 1994 zum Dr.-Ing. promoviert und habilitierte sich im Jahr 2000 an der Fakultät Elektrotechnik und Informatik. Bis März 2000 leitete er an der Universität die Forschungsgruppe Produktionsorientierte Wirtschaftsinformatik.
Im Jahre 2000 wurde Gronau auf eine Professur für Wirtschaftsinformatik an der Universität Oldenburg berufen, 2004 wechselte er auf den Lehrstuhl für Wirtschaftsinformatik, Prozesse und Systeme (bis 2016 Wirtschaftsinformatik und Electronic Government) an die Universität Potsdam. Er ist Mitglied der Deutschen Akademie der Technikwissenschaften (Acatech).
Die Forschungsgebiete Gronaus liegen in den Bereichen Betriebliches Wissensmanagement, Industrie 4.0, Wandlungsfähige ERP-Systeme und Prozessanalyse.
In Potsdam hat er das Zentrum Industrie 4.0 aufgebaut.
Norbert Gronau ist unter anderem Mitherausgeber der wissenschaftlichen Zeitschrift Industry 4.0 Science und Publizist der Fachmedien ERP Management und Factory Innovation. Am Weizenbaum-Institut für die Vernetzte Gesellschaft ist Gronau Principal Investigator im Forschungsbereich Organisation von Wissen. Er ist Haupt-Herausgeber des Online-Lexikons der Wirtschaftsinformatik.

## Hauptwerke
- Handbuch der ERP-Auswahl. 3. Aufl. Berlin 2023: Gito-Verlag. ISBN 978-3-9554-5410-4
- Geschäftsprozessmanagement in Wirtschaft und Verwaltung. 3. Aufl. Berlin 2022: GITO-Verlag. ISBN 978-3-95545-150-9
- Enterprise Resource Planning - Architektur, Funktionen und Management von ERP. 4. Aufl. 2021, De Gruyter. ISBN 978-3-11-066283-2
- Wissen prozessorientiert managen: Methode und Werkzeuge. München: Oldenbourg, 2009, ISBN 3-486-59020-0
- Anne Lämmer (Hrsg.): Wandlungsfähige ERP-Systeme: Entwicklung, Auswahl und Methoden. Berlin: Gito-Verl., 2006, ISBN 3-936771-68-5
- als Hrsg.: Anwendungen und Systeme für das Wissensmanagement. Berlin: Gito-Verl., 2005, ISBN 3-936771-53-7
- IT-Architekturen: Informationssystemeinsatz bei organisatorischem Wandel. München: TCW-Verl., 2004, ISBN 3-934155-14-6
- Wandlungsfähige Informationssystemarchitekturen - Nachhaltigkeit bei organisatorischem Wandel. Berlin: GITO-Verl., 2003, ISBN 3-936771-12-X
- Industrielle Standardsoftware: Auswahl und Einführung. München: Oldenbourg, 2001, ISBN 3-486-25693-9
- Management von Produktion und Logistik mit SAP R 3. 3. Aufl., München: Oldenbourg, 1999, ISBN 3-486-25226-7

## Belege
1. ↑  Zentrum Industrie 4.0. Abgerufen am 2. August 2024.
2. ↑  Industry 4.0 Science Spitzenforschung zu Industrie 4.0 und Smart Factory. Abgerufen am 2. August 2024 (deutsch, englisch).
3. ↑  ERP Management
4. ↑  Organisation von Wissen. Abgerufen am 2. August 2024.
5. ↑  Herausgeber -. 12. Februar 2019, abgerufen am 2. August 2024 (deutsch).

| Personendaten    | Personendaten                     |
| ---------------- | --------------------------------- |
| NAME             | Gronau, Norbert                   |
| KURZBESCHREIBUNG | deutscher Wirtschaftsinformatiker |
| GEBURTSDATUM     | 1964                              |
| GEBURTSORT       | Oberhausen                        |